# نيكي ديفلن
نيكي ديفلن (بالإنجليزية: Nicky Devlin)‏ هو لاعب كرة قدم بريطاني في مركز الدفاع، ولد في 17 أكتوبر 1993 في غلاسكو في المملكة المتحدة. شارك مع منتخب اسكتلندا تحت 19 سنة لكرة القدم. أما مع النوادي، فقد لعب مع نادي آير يونايتد ونادي دمبرتون ونادي ستنهاوسموير ونادي ماذرويل.

## وصلات خارجية
- نيكي ديفلن على موقع الاتحاد الأوربي (الإنجليزية)
- نيكي ديفلن على موقع الاتحاد الإسكتلندي (الإنجليزية)
- نيكي ديفلن على موقع قاعدة بيانات كرة القدم.إي يو (الإنجليزية)
- نيكي ديفلن على موقع Soccerbase.com (لاعب) (الإنجليزية)
- نيكي ديفلن على موقع Soccerway.com (الإنجليزية)
- نيكي ديفلن على موقع عالم كرة القدم.نت (الإنجليزية)